# Kalipepe
Kalipepe is een bestuurslaag in het regentschap Lumajang van de provincie Oost-Java, Indonesië. Kalipepe telt 5153 inwoners (volkstelling 2010).